# Parque Municipal San Martín (Pergamino)
El Parque Municipal San Martín es un espacio verde de la ciudad de Pergamino, en el norte de la provincia de Buenos Aires, Argentina.

## Características
Ocupa 25 hectáreas con dos sectores diferenciados: un área deportiva al aire libre, con pista de atletismo, baños y vestuarios; y un área deportiva cerrada, con un gimnasio con baños, duchas, vestuarios y gradas.
En el sector al aire libre cuenta con servicios y comodidades para pasar el día: parrilleros y mesas, sanitarios, natatorio público y juegos.
El predio posee una calle perimetral vehicular, asfaltada e iluminada, y calles internas.

## Ubicación
El parque se encuentra a escasos 700 metros del centro de Pergamino, entre el Paseo Ribereño González Gattone, la Avenida Juan Domingo Perón y Emilio R. Coni.